# 皮克拉斯德尔卡斯蒂略
皮克拉斯德尔卡斯蒂略，是西班牙卡斯蒂利亚-拉曼恰昆卡省的一个市镇。总面积46平方公里，总人口104人（2001年），人口密度2人/平方公里。